# درماتومیوزیت
درماتومیوزیت (Dermatomyositis) التهاب بافت همبند، همراه تغییرات تخریبی در عضلات و پوست است. درماتومیوزیت به ندرت مری، ریه و مفاصل را نیز درگیر می‌کند.

## تظاهرات بالینی
بیماری درماتومیوزیت یک بیماری چندارگانی اتوایمیون است که می‌تواند اطفال و بالغین را درگیر کند. دراین بیماری میوپاتی التهابی به همراه یافته‌ها و نشانه‌های مشخص پوستی دیده می‌شود. ضایعات پوستی معمولاً زودتر از میوپاتی تظاهر می‌کند ولی گاه می‌تواند همراه یا بعد از آن هم دیده شود. این زمان در 56% بیماران بیش از یک سال تخمین زده می‌شود. یافته‌های مشخص پوستی شامل راش هلیوتروپ و علامت گوترون می‌باشد. راش هلیوتروپ یک اریتم مایل به بنفش به تنهایی یا همراه با ادم ناحیه اطراف چشم است. علامت گوترون به شکل پاپول و پلاکهای بنفش یا قرمز تیره می‌باشد که اغلب بر روی برجستگی‌های استخوانی (بخصوص بر روی مفاصل انگشتان دست) ظاهر می‌شوند وگاهی بعد از مدتی نمای پوئی کیلودرمیک یا آتروفیک پیدا میکنند. سایر یافته‌های پوستی شامل تغییرات کوتیکولار (تلانژکتازی اطراف ناخن، دیستروفی کوتیکولار)، پوئی کیلودرما، اریتم پروانه‌ای، افزایش حساسیت به نور آفتاب و آلوپسی پوسته‌دار می‌باشد.
در درماتومیوزیت ممکن است علائم مفصلی، ریوی و به ندرت قلبی نیز دیده شود. فرم اطفال همراه با واسکولوپاتی است. در نوع بالغین ممکن است درماتومیوزیت همراه با بدخیمی دیده شود. شایع‌ترین بدخیمی همراه، سرطان پستان، سرطان ریه، سرطان معده و سرطان دستگاه تولید مثل در زنان است. شروع بدخیمی ممکن است جلوتر، همزمان یا به دنبال شروع درماتومیوزیت باشد. مطالعات اخیر نشان می‌دهد که ریسک ایجاد بدخیمی ۲ سال بعد از تشخیص درماتومیوزیت کاهش می‌یابد.

## بیماریزایی
اتیولوژی بیماری ناشناخته است ولی مطمئناً عوامل گوناگونی از جمله ژنتیک، عوامل عفونی، داروها، مواد شیمیایی و مکانیسم‌های ایمنی در بروز آن نقش دارند. چندین عامل عفونی به خصوص ویروس کوکساکی، اچ‌آی‌وی و توکسوپلاسموزیس (8-6) در بروز این بیماری نقش دارند.

## تظاهرات آزمایشگاهی
از نقطه نظرآزمایشگاهی بالابودن سطح سرمی کراتین فسفوکیناز CPK، آلدولاز ولاکتیک دهیدروژناز LDH به صورت شایع در بیماران دیده می‌شود. دو تست اول جهت مانیتور کردن فعالیت بیماری و پاسخ به درمان مفید هستند. از کارهای تشخیصی دیگر انجام الکترومیوگرافی EMG است که تغییرات خاصی را به نفع میوپاتی نشان می‌دهد.

## نگارخانه

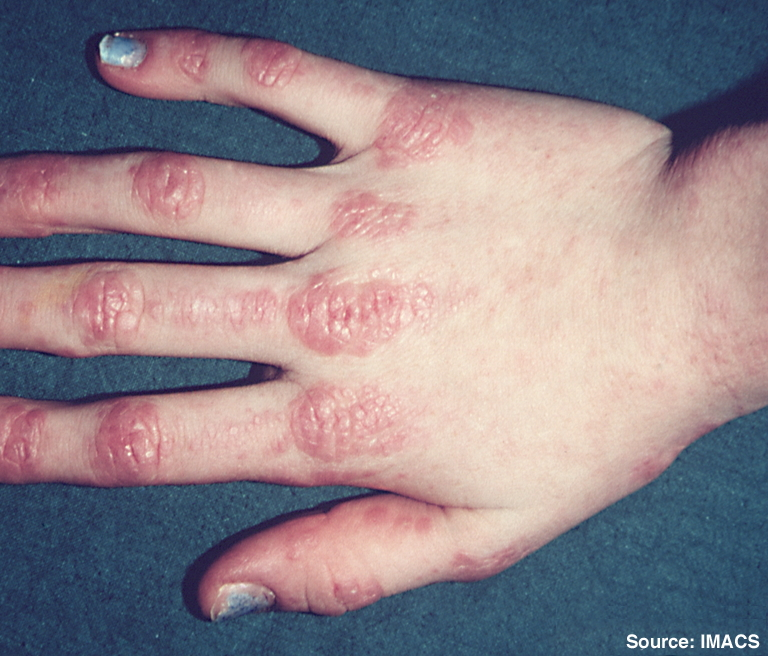
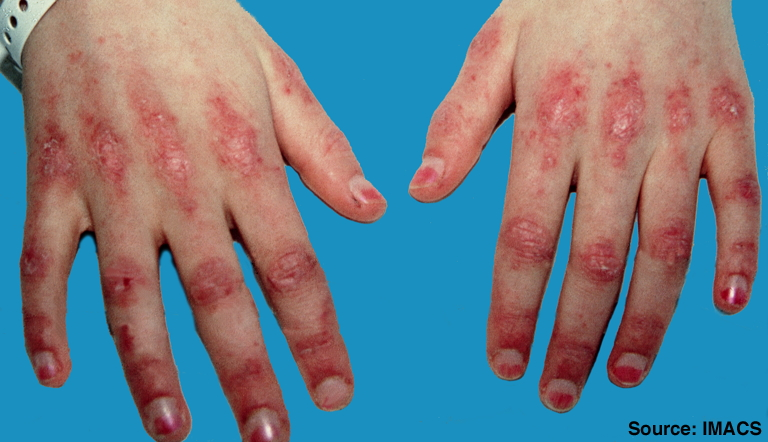
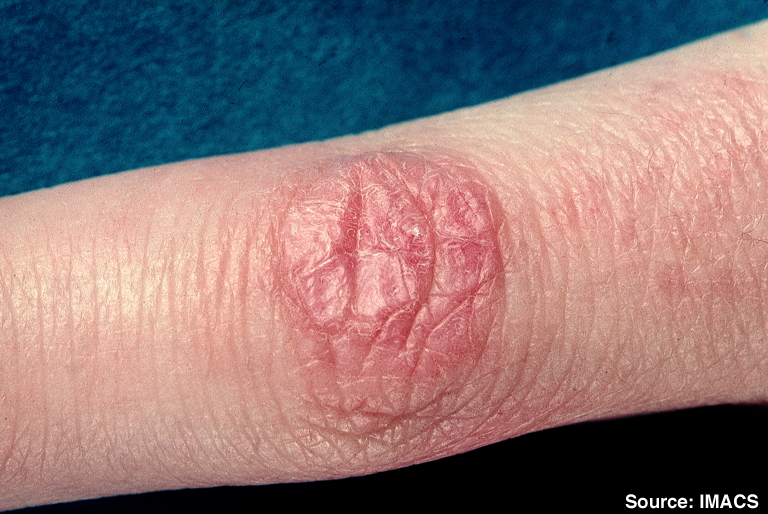
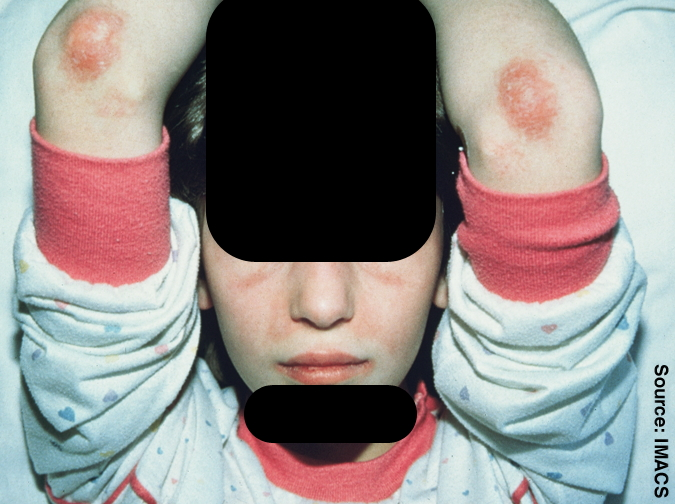
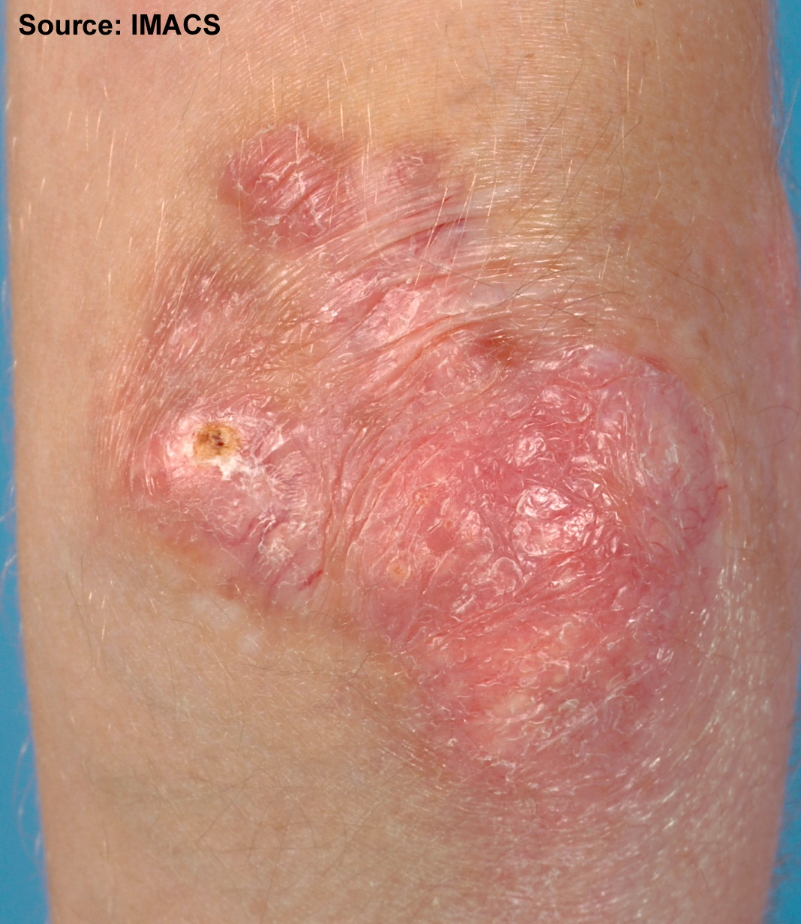
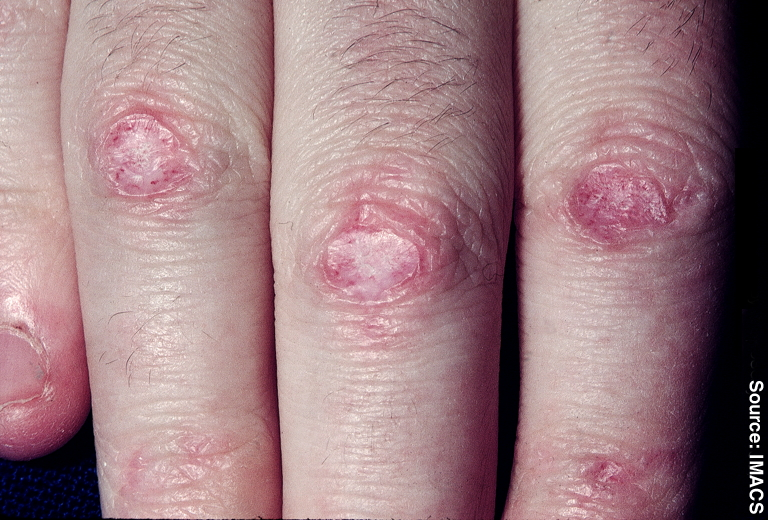
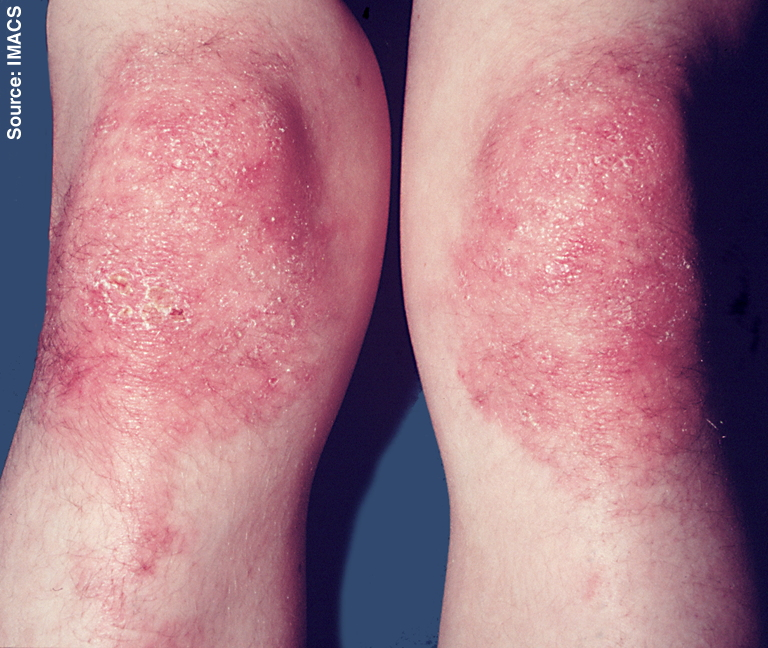
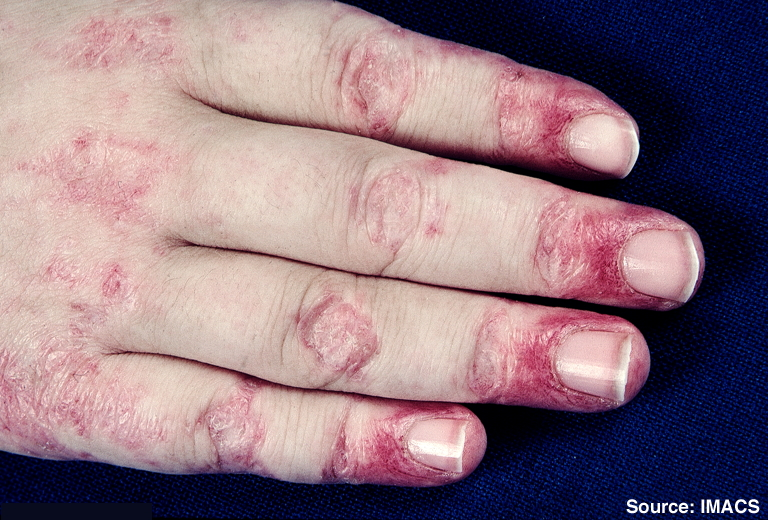
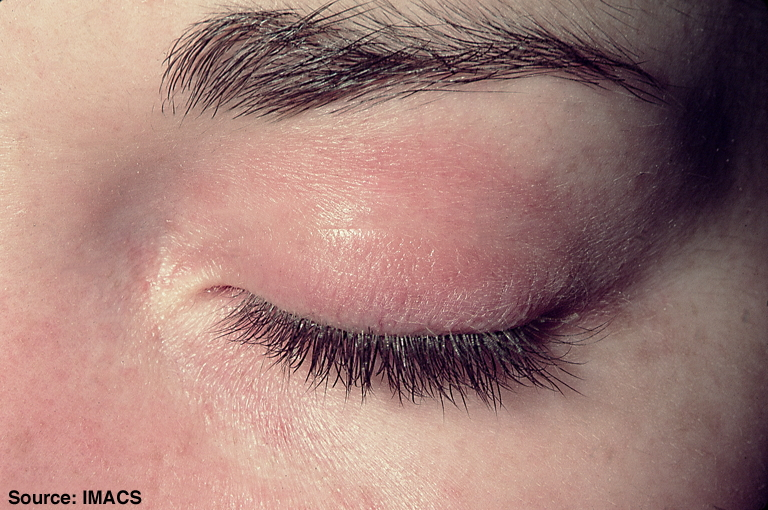
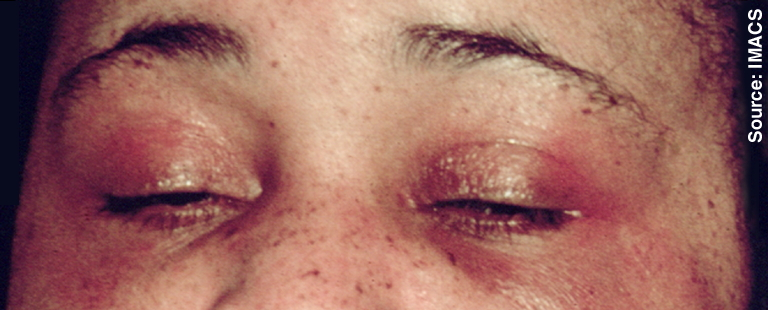
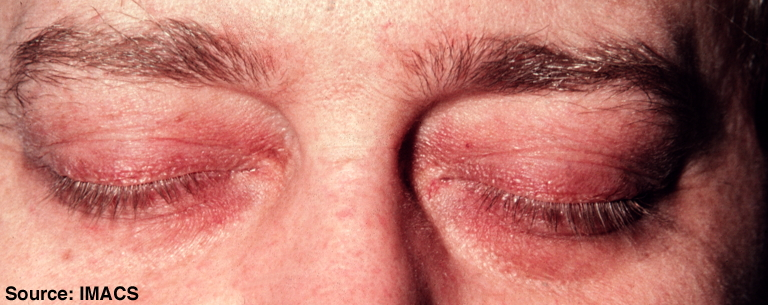
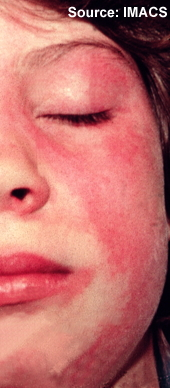
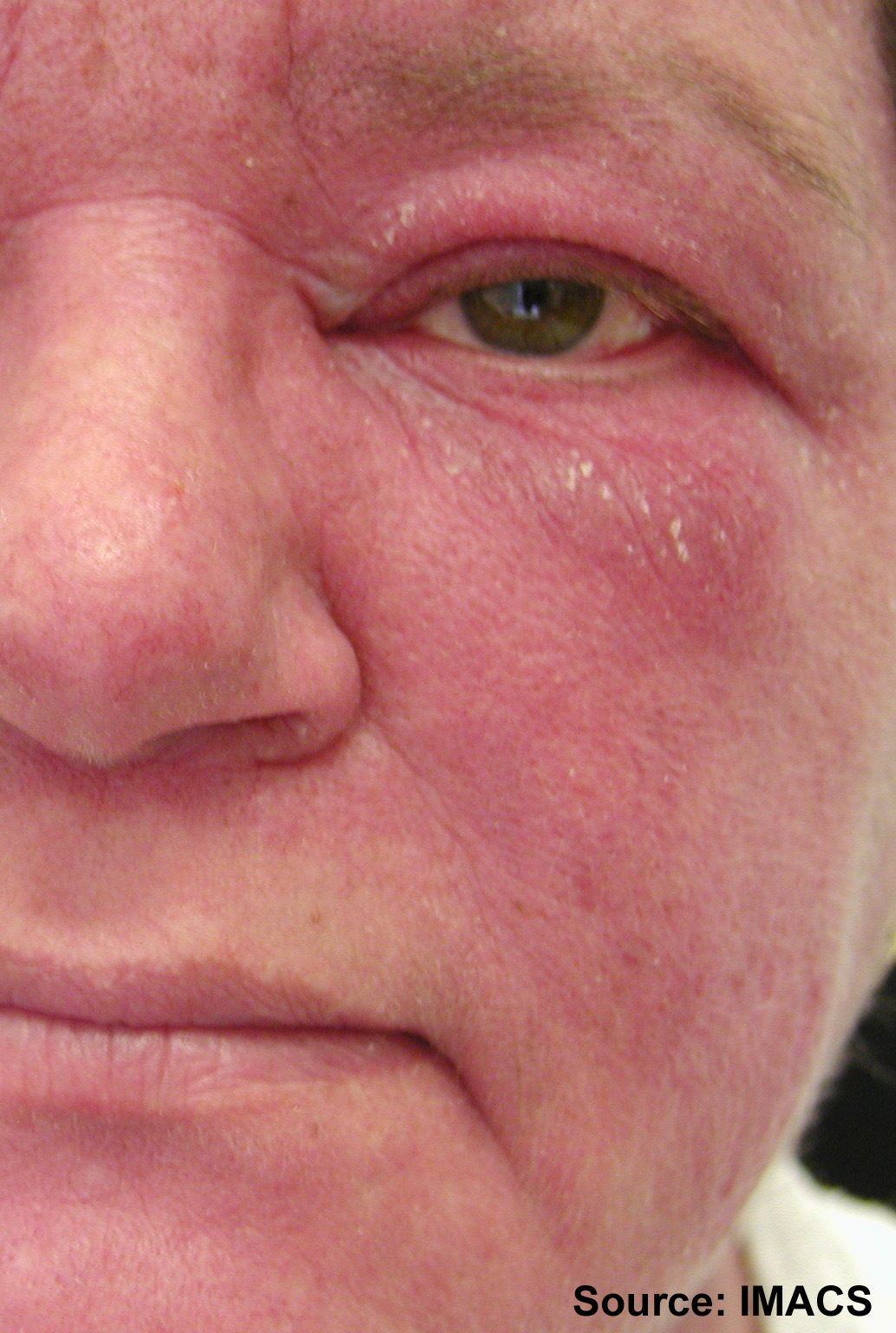
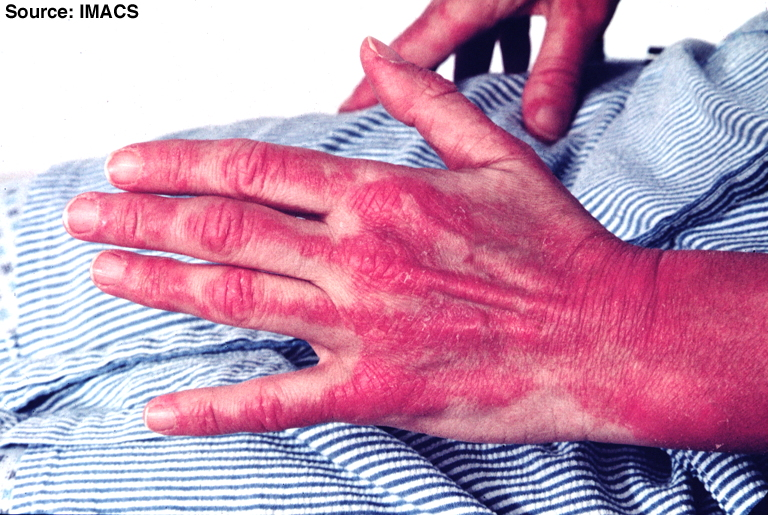
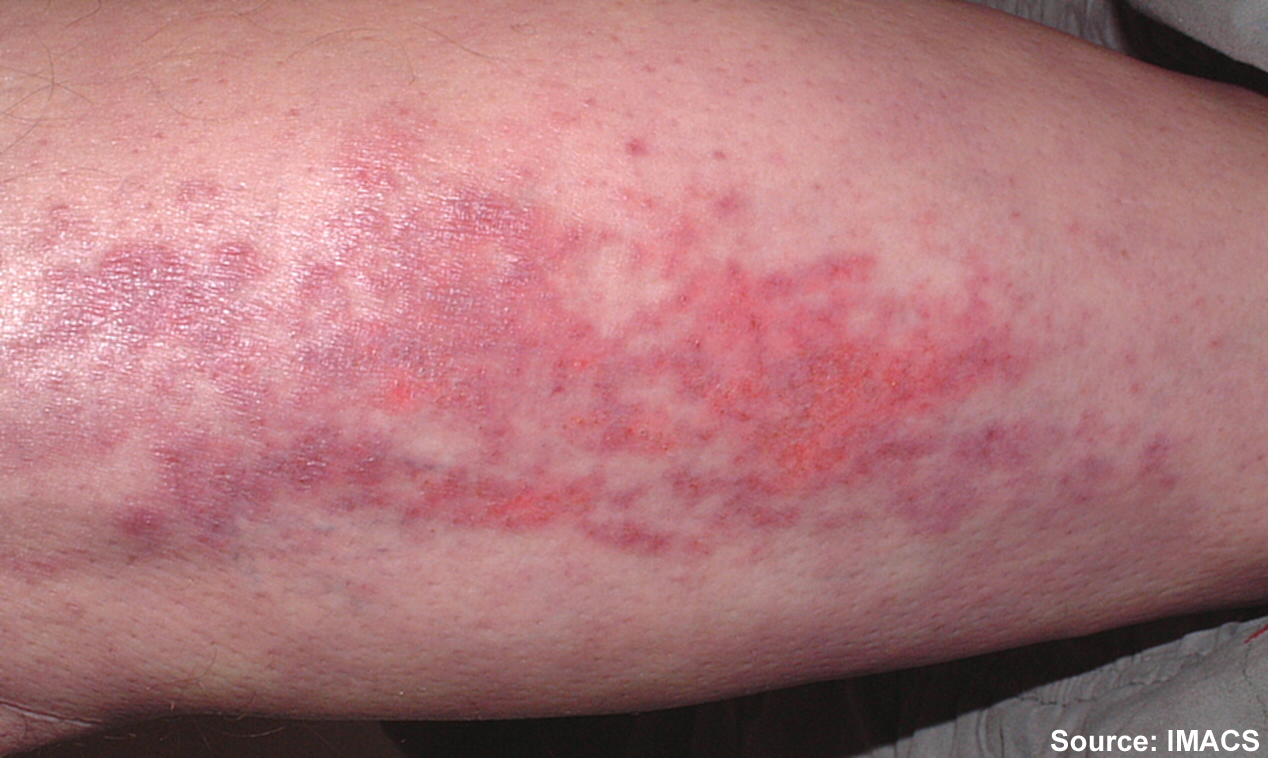